# شهرستان دیر
شهرستان دَیِّر یکی از شهرستان‌های استان بوشهر در جنوب ایران و در ساحل خلیج فارس قرار دارد. مرکز این شهرستان بندر دیر است.

## جغرافیای سیاسی
شهرستان دیر از شمال به شهرستان دشتی و از طرف مشرق به شهرستان‌های گنگان و جم و از ناحیه جنوب و غرب به آب‌های خلیج فارس منتهی می‌گردد.
طول نوار مرزی-دریایی شهرستان دیر ۹۵ کیلومتر است که از خور بردستان (حد فاصل آن با شهرستان کنگان) شروع می‌شود و تا خور زیارت (حد فاصل آن با شهرستان دشتی) ادامه دارد.
این شهرستان از سه بخش: مرکزی، بخش آبدان و بخش بردخون تشکیل شده است. دارای ۵ شهر شامل بندر دیر، بردستان، آبدان، دوراهک و بردخون و همچنین تعداد ۵ دهستان است که دهستان حومه در بخش مرکزی، آبدان و سرمستان در بخش آبدان؛ و بردخون و آبکش در بخش بردخون قرار دارند. تعداد ۷ دهیاری نیز در روستاهای: اُلی شمالی، اُلی جنوبی، لمبدان پایینی، لمبدان بالایی، لمبدان حاجی‌آباد، دوراهک و سرمستان در بخش مرکزی و در روستاهای: آبکش، شهنیا، بردخون کهنه، سجادیه و مغدان در بخش بردخون دایر و فعال‌اند.

### راه‌های ارتباطی
- جاده ارتباطی کشوری بوشهر - بندر عباس که در شمال شرق شهرستان از تنها شهر آبدان می‌گذرد.
- جاده ارتباطی مرکز شهرستان دیّر به جاده ارتباطی بوشهر _ بندرعباس که آسفالته می‌باشد ۱۵ کیلومتر.
- جاده ارتباطی مرزی ساحلی که از مرکز شهرستان تا بوشهر ادامه دارد و از شهر بردخون می‌گذرد به طول ۲۰۰ کیلومتر.
- جاده ارتباطی بخش بردخون که از روستای شهنیاء جاده مرزی را به جاده اصلی بوشهر _ بندرعباس که آسفالته می‌باشد متصل می‌کند ۲۰ کیلومتر.
- جاده ارتباطی روستاهای میانی که از شهر بردستان تا آبدان امتداد دارد و آسفالته می‌باشد این جاده ۳۶ کیلومتر طول دارد.

## تقسیمات کشوری
بندر دیر تا قبل از تقسیمات کشوری سال ( ۱۳۵۸ هـ .ش)
جزو بلوک دشتی شهرستان دشتی به شمار می‌آمد، اما بعد از تاریخ مذکور خود به شهرستانی مستقل و مجزا به مرکزیت شهر دیر مبدل شد.
شهرستان دیر شامل ۳ بخش، ۶ دهستان و ۵ شهر به شرح زیر است:

### شهرستان دیر
| بخش    | مرکز بخش | جمعیت بخش ۱۳۹۵ | نام دهستان | مرکز دهستان | جمعیت دهستان ۱۳۹۵ | شهر                     | جمعیت شهر ۱۳۹۵                 |
| ------ | -------- | -------------- | ---------- | ----------- | ----------------- | ----------------------- | ------------------------------ |
| مرکزی  | بندر دیر | ۴۰٬۹۷۰ نفر     | حومه       | دوراهک      | ۲٬۹۶۳ نفر         | بندر دیر بردستان دوراهک | ۲۴٬۰۸۳ نفر ۷٬۱۱۲ نفر ۴٬۸۵۲ نفر |
| مرکزی  | بندر دیر | ۴۰٬۹۷۰ نفر     | اولی       | اولی علیا   | ۱٬۹۶۰ نفر         | بندر دیر بردستان دوراهک | ۲۴٬۰۸۳ نفر ۷٬۱۱۲ نفر ۴٬۸۵۲ نفر |
| بردخون | بردخون   | ۱۱٬۱۱۳ نفر     | آبکش       | آبکش        | ۴٬۳۵۲ نفر         | بردخون                  | ۵٬۳۳۳ نفر                      |
| بردخون | بردخون   | ۱۱٬۱۱۳ نفر     | بردخون     | بردخون      | ۱٬۴۲۸ نفر         | بردخون                  | ۵٬۳۳۳ نفر                      |
| آبدان  | آبدان    | ۸٬۵۲۹ نفر      | آبدان      | آبدان       | ۹۵۴ نفر           | آبدان                   | ۶٬۸۲۷ نفر                      |
| آبدان  | آبدان    | ۸٬۵۲۹ نفر      | سرمستان    | سرمستان     | ۷۴۸ نفر           | آبدان                   | ۶٬۸۲۷ نفر                      |

## جمعیت
براساس سرشماری عمومی نفوس و مسکن در سال ۱۳۹۵، جمعیت شهرستان دیر برابر با ۶۰٬۶۱۲ نفر بوده است.

## جغرافیایی طبیعی

نقشه ناهمواری‌های شهرستان دیر

گسل‌ها، شکستگی‌های دامنه کوه‌ها و وجود صدف‌های دریایی در شیارها حکایت از پایین رفتن سطح آب دریا، حرکات زمین و مدفون شدن مواد آلی با گل‌های آهکی در ته دریا می‌باشد.
جنس خاک منطقه قلیایی است و به همین علت گیاهان نمی‌توانند مواد مورد نیاز خود را جذب نمایند. کمی رطوبت زمین، حرارت زیاد هوا و کمبود مواد آلی نیز مزید بر علت شده است. وجود توده‌های نمکی سبب شور شدن آب‌های روان گردیده است. ناهمواری‌های این منطقه جزء نواحی پست زاگرس جنوبی‌اند که ارتفاع آن‌ها نسبت به زاگرس بلند، کمتر و قوس و چین‌ها نیز بسیار ملایم و به تدریج به طاقدیس و ناودیس‌ها ختم می‌شود.
تنها رودخانه دایمی که از شهرستان عبور می‌کند رودخانه مند است که در مرز شمالی شهرستان دیر با دشتی جریان دارد. دیگر رودخانه‌ها فصلی بوده و در هنگام بارندگی جریان دارند.
رود مند که از انار واقع در ۲۸ کیلومتری شمال شرقی کازرون سرچشمه می‌گیرد در منطقه «زیررود» بخش بردخون به دریا می‌ریزد. در منطقه آّبدان و لمبدان سفره‌های آب‌های زیرزمینی وجود دارد که بارندگی فصل زمستان نیز بستگی دارد و با کم و زیاد آمدن باران نوسان پیدا می‌کند. چشمه آب گرم در کوه‌های «گنوی» و چشمه‌های دیگر نیز «لوحک»، «تنگ دوراهک»، «تنگ هیخ» و «گرگم» وجود دارد.

### ارتفاعات مهم
- کوه درنگ یا امیردیوان، به ارتفاع ۱۲۲۳ متر (در میانه شهرستان)
- قله بردافتاده در منطقه بردخون به ارتفاع حدود ۸۰۰ متر
- کوه احمد سلمان مشرف به شهر دوراهک به ارتفاع حدود ۱٬۳۴۲ متر

### آب و هوا
آب و هوای منطقه در بیشتر ایام سال گرم و مرطوب در کنار ساحل گرم و خشک در فواصل دور تر از ساحل می‌باشد. زمستان این شهرستان مشابه هوای بهاری استان‌های سردسیر کشور می‌باشد.
در فصل تابستان بادی معروف به باد یکصد و بیست روزه که خشک و سوزان است در منطقه می‌وزد و به اصطلاح محلی به «تش باد» یا «باد گرم» معروف است. میزان بارندگی کم و بارندگی‌ها متو سط سالانه ۲۱۵ میلی‌متر در ماه‌های آذر تا اسفند می‌باشد.
درجه حرارت در شهرستان دیّر حداکثر میانگین دما ۴۷ درجه سانتی گراد و کمترین معدل حداقل دمای سالانه ۲۲ درجه است. در فصل تابستان و در زمان وزش بادهای گرم «تش باد» دما به پنجاه درجه سانتی گراد نیز می‌رسد. سردترین هوا در اواخر دی و اوایل بهمن و گرمترین زمان در تیر و مرداد ماه است.
رطوبت: در این منطقه به لحاظ نزدیکی به دریا رطوبت زیاد که حداکثر مطلق ۱۰۰٪ و متوسط میزان رطوبت به ۵۶ نیز می‌رسد.

### جزایر واقع در شهرستان
بیشتر جزایر شهرستان در حوزه بخش بردخون قرار دارند.
- جزیره جزیره ام سیله با خان به طول ۳ کیلومتر و عرض ۵۰۰ در بخش بردخون واقع شده است؛ و در هنگام مد دریا به زیر آب می‌رود و قابل استفاده نمی‌باشد.
- جزیره تهمادون به طول ۱۲ کیلومتر و عرض ۱۰۰۰ متر در بخش بردخون واقع شده و دارای یک سری تپه‌های شنی می‌باشد که برای اسکان موقت و امور نظامی مناسب می‌باشد.
- جزیره نخیلو دارای پوشش گیاهی است. قسمت جنو ب شرقی آن به صورت اسکله طبیعی است که موتور لنج‌های صیادی و باری و همچنین قایق‌های صیادی می‌توانند پهلو بگیرند و برای حمل و نقل مناست است. این محل نزدیک‌ترین محل به رأس التنوره عربستان و امیرنشینان قطر و بحرین می‌باشد.
- جزیره گرم: در نزدیکی جزیره نخیلو واقع شده و پناهگاه خوبی برای شناورهای کوچک به ویژه قایق‌های صیادی است.
- راس المطاف (جزیره زیر آب): حساس‌ترین منطقه در مسیر شناورهای بزرگ و کوچک است که در ۲۰ مایلی شهر بندری دیّر و با فاصله ۲۰۰ متری روستای چاه پهن واقع شده است. طول این منطقه ۴ کیلومتر و عرض آن ۲۰ متر است. در این محدوده آب دریا حالت گردشی و به صورت گرداب بوده و سالانه تعداد زیادی از شناورها به جهت ناآگاهی با آن برخورد کرده و به گل می‌نشینند و غرق می‌شوند. در همین راستا افرادی زیاد و ملوان‌های شناورها تلف شده و از بین می‌روند.

### منطقهٔ حفاظت شدهٔ مند و نخیلو
منطقه مند با مساحت ۴۶۴۰۰ هکتار، منطقه‌ای جلگه‌ای و کویری است که در بخش بردخون از توابع شهرستان دیر در ۱۳۰ کیلومتری جنوب بوشهر واقع گردیده و یکی از زیستگاه‌های مهم آهو در استان بوشهر به‌شمار می‌رود. این منطقه در سال ۱۳۵۵ به عنوان منطقه حفاظت شده تحت پوشش اداره کل حفاظت محیط زیست بوشهر قرارگرفت. رودخانه مند که از کوه‌های استان فارس سرچشمه گرفته و در خور زیارت به خلیج فارس می‌ریزد، مرز شمالی منطقهٔ مند را تشکیل می‌دهد. آب این رودخانه به دلیل عبور از کوه نمک واقع در جنوب خورموج شور و تلخ‌مزه گردیده، در فصل تابستان و پاییز به دلیل پایین آمدن سطح آب و تبخیر شورتر، و در فصل زمستان و بهار اندکی شیرین می‌شود و روی‌هم‌رفته مهم‌ترین آبشخور منطقه را تشکیل می‌دهد. در مرز غربی منطقه و در حاشیه سواحل خلیج فارس جزایر کوچک ام سیله (خان)، جزیره تهمادو، نخیلو و گرم واقع گردیده‌اند. این جزایر و آب‌های اطراف آن‌ها که بخش قابل توجهی از منطقه حفاظت شده مندرا شامل می‌گردد، زیستگاه مهمی جهت زمستان گذرانی پرندگان مهاجر آبزی و تخم‌گذاری پرندگان و لاک‌پشتان دریایی محسوب می‌شوند. مرز جنوبی منطقه از پوزه گرم (پوزه ماشه) در ساحل خلیج فارس تا روستای مل گنزه واقع درحاشیه جاده ساحلی و مرز شرقی منطقه را جاده ساحلی تشکیل می‌دهد که پس از عبور از روستای مل گنزه، درواحمد (درومل.Dorvamal)، نرکوه، گزخون، زیدون، شیبرم، بردخون کهنه، بردخون نو و مخدان به رودخانه مند می‌پیوندد.

#### پوشش گیاهی منطقه مند
منطقه مند از نظر پوشش گیاهی به سه قسمت متمایز تقسیم می‌گردد:
- بخش شمالی آن شامل گزدان‌های حاشیه رودخانه مند و نوار باریکی به طول تقریبی۱۴ کیلومتر و عرض۵ کیلومتر با وسعتی در حدود ۷۰ کیلومتر مربع در حاشیه جنوبی رودخانه مند دارای پوشش گیاهی مناسب از انواع گرامینه و درختان گز و اشک و کهور بوده و به دلیل وجود مراتع خوب و پناهگاه و آبشخور مناسب مهم‌ترین زیستگاه آهوان در منطقه محسوب می‌گردد.
- ناحیه غربی و جنوب غربی که بر روی هم بیش ازکل مساحت منطقه را شامل می‌گردد، به دلیل مجاورت با دریا به صورت لجن زار و پوشیده از گل‌ولای می‌باشد. اجتماعاتی از درختچه‌های گز و بوته‌های شور به صورت پراکنده در این ناحیه دیده می‌شوند که پناهگاه وحوش منطقه می‌باشند. درحاشیه شرقی جزیره‌ام الگرم و حاشیه غربی پوزه ماشه (در منتهی الیه جنوب غربی منطقه) اجتماعات کوچکی از درختان ماندابی (حرا) گونه Avicennia Marina دیده می‌شود.

#### حیات وحش منطقه مند
- پستانداران: مهم‌ترین پستاندار منطقه آهو است. منطقه مند از زمان‌های گذشته یکی از زیستگاه‌های مهم آهو در استان بوشهر بوده است. در سال ۱۳۶۵ طغیان رودخانه مند و نفوذ آب به داخل منطقه امن باعث از بین رفتن بخش اعظم جمعیت آهوی این منطقه گردید به‌طوری‌که پس از فرو نشستن آب رودخانه لاشه ۲۰۰ راس آهو توسط محیط بانان درسواحل دریا و جزایر منطقه شمارش شده است. بر اساس سرشماری به عمل آمده در سال ۱۳۷۷ جمعیت آهوی منطقه مند ۳۰۵ راس است. از سایر پستانداران منطقه می‌توان به گرگ، روباه، سیاه گوش و کفتار اشاره کرد.
- پرندگان بومی منطقه شامل قار ساحلی، حواصیل خاکستری، باکلان، انواع کاکایی، چکاوک، کاکلی، قمری، فلامینگو، درنا، هوبره و انواع بازهای شکاری می‌باشد.

#### جزایر منطقه مند
درآب‌های ساحلی غرب منطقه مند چهار جزیره بانام‌های جزیره ام سیله (خان)، تهمادو، نخیلو و ام الگرم وجود دارد که به علت نداشتن سکنه، محیط امنی جهت لانه‌سازی و تخمگذاری پرستوها و لاک‌پشت‌های دریایی و دیگر پرندگان ازجمله قارهای ساحلی و سلیم خرچنگ خوار می‌باشند. این جزایر به فاصله متفاوتی از ساحل و در امتداد یکدیگر قرار دارند، بزرگ‌ترین آن‌ها ام سیله با مساحت ۸۰۰ تا ۱۰۰۰ هکتار و کوچک‌ترین آن‌ها جزیره نخیلو با مساحت تقریبی ۷۵ هکتار است.

##### جزیرهام سیله (خان)
جزیره ام سیله در نزدیکی مصب رودخانه مند در امتداد شمال غرب به جنوب شرق کشیده شده و وسعت آن حدود ۱۰۰ هکتار است. این جزیره کاملاً مسطح است به‌طوری‌که تحت تأثیر جزر و مد نیمه ماه بخش اعظم آن را آب دریا فرا می‌گیرد. سواحل ماسه‌ای این جزیره محل تخم‌گذاری لاک‌پشتان دریایی است و قسمت‌های مرکزی آن که پوشیده از گیاهان شور دوست با حداکثر ارتفاع ۸۰ سانتیمتر است پناهگاه مناسبی جهت لانه‌سازی و زادآوری تعدادی از انواع پرستوها است. این جزیره غیرمسکونی است و فاقد هرگونه درخت و درختچه می‌باشد. پرندگانی که در جزیره خان تخم‌گذاری و جوجه‌آوری می‌نمایند عبارتند از: پرستوهای دریایی، گلرابی، کاکلی کوچک، پرستوی دریایی پشت دودی، و سلیم.

##### جزیره نخیلو
جزیره نخیلو با مساحت تقریبی ۷۵ هکتار به فاصله ۱۰ کیلومتری ساحل گزخون واقع شده است. شکل جزیره بیضوی است و دامنه‌های غربی و شمال غرب و جنوب غربی آن صخره‌ای می‌باشد. مناطق مرکزی این جزیره دارای پوشش بوته‌ای انبوه و مناطق مجاور ساحل آن درقسمتهای شمال و شرق، شنی توأم با انبوه بقایای صدفهای دریایی و در سایر قسمت‌ها ماسه‌ای است و محیط مناسبی را جهت زادآوری لاک‌پشتان و انواع پرندگان دریایی فراهم آورده است.
دراین جزیره سه گونه پرستوی دریایی پشت دودی و کاکلی و پرستوی دریایی پشت دودی مناطق مرکزی با پوشش بوته‌ای و دوگونه دیگر مناطق باز و بدون پوشش گیاهی را جهت تخم‌گذاری انتخاب می‌نمایند.

##### جزیرهام‌الگرم و تهمادو
جزیره‌های ام‌الگرم و تهمادو به مساحت تقریبی ۵۰۰ هکتار و ۱۰۰ هکتار، روبروی روستای درواحمد، از دیگر جزایر منطقه هستند، جزیره‌ام الگرم دارای بافت ماسه‌ای صدفی شبیه به جزیره نخیلو است، اما جزیره تهمادو از نظر بافت رسوبات با دو جزیره ذکر شده متفاوت است.
پرستوهای دریایی پشت دودی، کاکلی و کاکلی کوچک و هم چنین سلیم خرچنگ خوار و لاک‌پشت‌های دریایی عقابی از جمله گونه‌هایی هستند که در این جزایر تخم‌گذاری می‌نمایند.

## مناطق مهم اقتصادی و نظامی
- از مهم‌ترین فعالیت‌های شهرستان فعالیت شرکت بازرگانی زرین بام دنیا به عنوان شرکتی پیشرو در عرصه اقتصادی و بازرگانی می‌باشد.
- پل‌ها: پل موجود بر روی رودخانه بردستان بطول ۱۰۵ – پل موجود بر روی رودخانه مند بطول ۱۳۰۰ متر
- مراکز نظامی و انتظامی: ناحیه مقاومت بسیج سپاه پاسداران انقلاب اسلامی که در مرکز شهر دیّر واقع شده است.
- پادگان‌ها: پادگان آموزشی انصار المجاهدین که در نزدیکی سه راهی دیّر واقع شده است.
- تأسیسات پتروشیمی: متانول کاوه و شرکت سیراف انرژی در چند کیلومتری شمال بندر دیر.

## بررسی‌های تاریخی

### پیشینه و وجه تسمیه
رضا طاهری محقق تاریخ جغرافیایی خلیج فارس در کتاب از مروارید تا نفت (تاریخ خلیج فارس) با بررسی زندگی در هزاره تاریکی تاریخ قوم ایرانی در کنار جلگه‌های خلیج فارس و نخچیرگاه (جغرافیای طبیعی شکار حیوانات) این شهرستان را از قدیمی‌ترین آبادی جغرافیای تاریخی اقوام ایرانی می‌داند و بخش بیشتر جغرافیایی اجتماعی - سیاسی دیر را در قرن‌های ساسانی و اسلامی زیر مجموعه سیراف (تابع ایالت فارس) می‌داند و بعدها در ماندستان و سپس دشتی بررسی می‌کند. بنای بندر دیر جدید را بر خرابه‌های بنادر کهن دوران سلوکی و اشکانی تصویر می‌کند و وجه تسمیه بندر دیر را در مهاجرات بحرینی‌های از محله دیر در بحرین (در دو قرن پیش) می‌داند.
رضا طاهری با استناد به گفته حمدالله مستوفی در کتاب نزهه‌القلوب (هشتم هجری): ماندستان بیابانی است سی‌فرسنگ بر ساحل دریا و در آن‌جا دیرهاست و هیچ آب روان و کاریز ندارد و حاصلش جز غله و پنبه دیمی ندارد. همچنین با استناد به نوشته‌های گریشمن و آرتور کریسنسن و ایجاد شهرک‌های سلوکی‌نشین در خلیج فارس و گمانه‌های احمد اقتداری دربارهٔ نام بتانه در کتاب شهرهای باستانی خلیج فارس، در ذکر بلوک ماندستان، کلمه ماندستان را در کلمه «مند» را اسم قسمت سفلای رود سکان (ثکان) و ماندستان قدیم و سیف مظفر را در بلوک دشتی بررسی می‌کند؛ و می‌گوید: اما آنچه از پیشینه این منطقه و آثار باستانی موجود در منطقه برمی‌آید از آبادی‌های کهن‌تر از سیراف اسلامی یا دوران پس از سیراف هخامنشی است.
بعضی از مورخین معتقدند که بندر دیر در اصل یهودی‌نشین بوده است که احتمالاً به علت تفوق آن‌ها بر دیگر نحله‌های مذهبی و نیز احداث کنیسه‌هایی به نام دَیر، این منطقه را دَیر نامیده‌اند که با گذشت زمان در تلفظ کتابت به دَیِّر مبدل گردیده است.
از آثار و ابنیه بر جای مانده مثل قلعه‌ها، سدها و قناتهایی که از قدمت تاریخی برخوردارند، نشان از گذشته‌ای پر رونق و عصری طلایی و نیز ارتباطات بازرگانی و تجارتی با سرزمین‌های دوردستی همچون هند و چین و بین‌النهرین و حتی بخش‌هایی از آفریقا را دارد.
همچنین گفته شده بعلت آبادانی به دایر معروف بوده سپس دَیِّر نامیده شده است. نیز بعضی معتقدند به علت مهاجرت عده‌ای از اعراب بحرین از منطقه‌ای به نام دیر، محل سکونت فعلی خود را نیز همانگونه نامیدند.

### تاریخچه و آثار باستانی
بندر دیر، بتانه و بی خاتی (بی‌بی خاتون) و بردستان از بنادر قدیمی سواحل خلیج فارس محسوب می‌شوند. بنابر عقیده بسیاری از مورخین، قدمت آن به دوران ساسانیان می‌رسد. دیر آباد زمان ساسانیان در دامنه تپه‌ها و پیرامون تلی به نام «تل‌سوز» بوده که اکنون آثار و بقایای آن برجاست. «... در عصر ساسانیان محمودآباد بوده است و آثار برجای مانده در دیر آباد زمان ساسانیان در منطقه، تپه‌ها و اطراف تلی به نام تل سوز (تل سبز) اکنون به عنوان یکی از آثار تاریخی منطقه محسوب می‌گردد.» همچنین «... آثار و بقایای شهرها و آبادی‌های کهن بسیاری وجود دارد که بردستان، دیر، بتانه (بتخانه) و بی خاتی (بی‌بی خاتون) از آن جمله هستند.»
مؤلف فارسنامه ناصری، قصبه این ناحیه را بردستان می‌نامد و سپس از دیر به عنوان قصبه منطقه نام می‌برد. مؤلف فارسنامه ابن بلخی نام‌های قدیمی بندر دیر را «نجیرم» و «نجیرام» ذکر می‌کند. در نقشه‌های قدیمی به ویژه در نقشه‌ای که در کتاب جغرافیای تاریخی سیراف درج گردیده، محل کنونی بندر دیر به نام نجیرم ثبت شده است. نام‌های «دیّر» و «دایر» در السنه سالخوردگان بگوش می‌خورد.
وجود ناحیه بردستان و بندر بتانه در اطراف دیر و آثار تاریخی باقی‌مانده حکایت از سوابق تاریخی این شهر دارد. در عصر عیلامی‌ها نیز بتانه را بتنه می‌خوانده‌اند که هر سال در این شهر بازار بزرگی بر پا می‌شده است. همچنین کاربرد واژه بتخانه و اینکه بقول مستوفی، دیرهای فراوانی در این منطقه قرار داشته، این نقطه را تأیید می‌نماید که معابد و پرستشگاه‌های ادیان مختلف در بطانه فراوان بوده است. بنادر دیّر، بتونه و بردستان در عصر ساسانیان معمور و آباد بوده‌اند. در کتاب تاریخ بنادر و جزایر خلیج فارس تألیف محمد ابراهیم کازرونی آمده است که: «دیر» چهار برجیست در کنار دریا و بقدر پنجاه، شصت خانه چوب نخل و آن قلعه منجمله بلوک بردستان است. رضا طاهری مؤلف از مروارید تا نفت / تاریخ خلیج فارس پیشینهٔ دوران قرن‌های اولیه اسلامی دیر را در بندر نجیرم جستجو می‌کند و نجیرم را با بردستان کنونی یکی می‌داند.

### مسجد بردستان
مسجد بردستان بر روی تپه‌ای در کنار شهر بردستان از توابع شهرستان دیر واقع شده است. این مسجد از یک عمارت مربع مستطیل با یک مدخل کوچک و شبستان وسیع تشکیل شده است. شبستان برای روشنایی و هواگیری، فضاهای درگاه مانندی دارد که از داخل و خارج با گچ‌بری‌های زیبایی تزیین شده‌اند.
بر فراز شبستان، بادگیری به سبک معمول جنوب ایران ساخته شده است که خنکی و مطلوبیت هوای درون شبستان را تأمین می‌کند. این مسجد در سال ۱۲۷۳ ه‍.ق توسط حیدرخان دشتی تعمیر شده است. کتیبه‌ای در درون یکی از اتاق‌های مسجد وجود دارد که تاریخ تعمیر آن را در سال ۸۵۲ هجری نشان می‌دهد و گمان می‌رود از بناهای قرون اولیه اسلامی باشد.
در گورستان پیرامون مسجد بر روی قبور اسلامی سنگ‌های آهکی که با خط کوفی و عربی قدیم و جدید می‌باشد که دارای ارزش تاریخی است. با توجه به بقایای خورده شده و تکه سنگ‌های باقی‌مانده قدمت این قبرستان را می‌توان حدود سده چهارم و پنجم هجری، قمری دانست.

### ویرانه‌های بطانه
در قسمتی از پهنه به طول ۱۰ الی ۱۲ کیلومتر و به عرض ۶ تا ۸ کیلومتر به نام بی خاتی قلعه‌ای به نام بتون و پهنه به نام بتانه وجود دارد. در این محل آثار ویرانه‌های شهری عظیم و حومه آن که در کنار در یا قرار داشته و جود داشته. بین بتانه و بی خاتی بر دامنه ارتفاعات سنگی آثار دیوار، آب انبار، پلکانی سنگی که به طرفین یک صخره وسیع از سنگ تراشیده‌اند نمایان است؛ و ارتفاع این تپه تا سطح زمین حدود ۳۰ تا ۴۰ متر است. در پایین تپه و به فاصله ۵۰۰ متری آن سنگ مدور بزرگی به صورت میدان وسیعی وجود دارد. احتمال می‌رود این محل یک استادیوم بوده که سبک معماری آن مربو ط به دوران سلوکی یا آمد و رفت فینیقیان باشد.
از دیگر آثار تاریخی دیر می‌توان به آثار زیر اشاره کرد:
- ویرانه‌های بندر باستانی نجیرم
- ویرانه‌های شهر باستانی خورشید
- قلعه گنوی
- آثار تل سوز
- ویرانه‌های بی‌خاتی و بتانه
- تل ملاها
- تل غرابی
- تل ورزشی
- کیچه بازار
- پیاله پاتیل
- قصر دختر
- ویرانه‌های روستای بردستان
- قبرستان قدیمی دیر و سنگ نبشته‌های آن
- آثار آسیاب بادی در شرق روستای لوحک و سرمستان
- آثار تاریخی موجود در روستاهای خرگونه و تل سنگ
- خرفخانه در روستای بی بی خاتون رنجبرا
- آثار باقی‌مانده در غرب بردستان

## بررسی‌های فرهنگی

### نژاد و زبان
بعضی از مورخین معتقدند که بندر دیر در اصل یهودی نشین بوده است که احتمالاً به علت تفوق آنها بر دیگر نحله‌های مذهبی و نیز احداث کنیسه‌هایی به نام دیر، این منطقه را دیر نامیده‌اند که با گذشت زمان در تلفظ کتابت به دیر مبدل گردیده است. آثار و ابنیه بر جای مانده مثل قلعه‌ها، سدها و قناتهایی که از قدمت تاریخی برخوردارند، نشان از گذشته‌ای پر رونق و عصری طلایی و نیز ارتباطات بازرگانی و تجارتی با سرزمین‌های دوردستی همچون هند و چین بین‌النهرین و حتی بخش‌هایی از آفریقا را دارد. مردم شهرستان دیر از نژادهای مختلفی از قبیل هندواروپایی، عرب، سیاهپوست، سومری و لر ممزوج شده و به تدریج دارای نوعی نژاد خاص گردیده است که اصطلاحاً به بوشهری مشهور شده‌اند.
مردم شهرستان دیر با گویش‌های گوناگون محلی نظیر بردستانی، دشتیانی و آبدانی در کنار زبان فارسی سخن می‌گویند. برخی پژوهشگران گویش‌های شهرستان دیر را فارسی سره می‌دانند. این دسته گویش‌ها ایرانی نو و جنوب غربی می‌باشند و با گویش‌های شمال سرزمین فارس هم چون لری و فارسی و سیوندی در پیوند روشن و آشکاری می‌باشند. برخی که در محله عرب‌ها در بندر دیر زندگی می‌کنند به زبان عربی و گروه اندکی در روستای مل سوخته به ترکی [قشقایی] سخن می‌گویند. گویش آبدانی در برخی نقاط مانند شهر آبدان و برخی روستاهای پیرامون این شهر به کار برده می‌شود. گویشی دشتیانی [با گویش شهرستان دشتی تفاوت دارد اما به عقیده برخی این گویش نیز دشتی نامیده می‌شود.] و گویش بردستانی از گویش‌های اصلی این شهرستان می‌باشند که گویش بردستانی در بندر دیر و روستاهای لمبدان و دوراهک به کار گرفته می‌شود ولی جایگاه و خاستگاه صالی آن بردستان می‌باشد. برخی از ساکنان شهرستان مانند ساکنان محله سیدا از سبزوار آمده‌اند و گویش‌های این منطقه را چندان قدیمی و ناب سخن نمی‌گویند.

## نگارخانه

طلوع بردخون
خالوحسین بردخونی
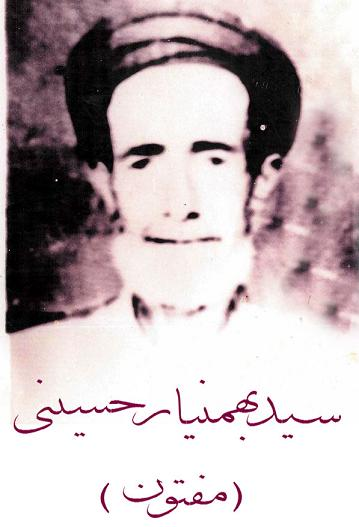
مفتون بردخونی
دیر
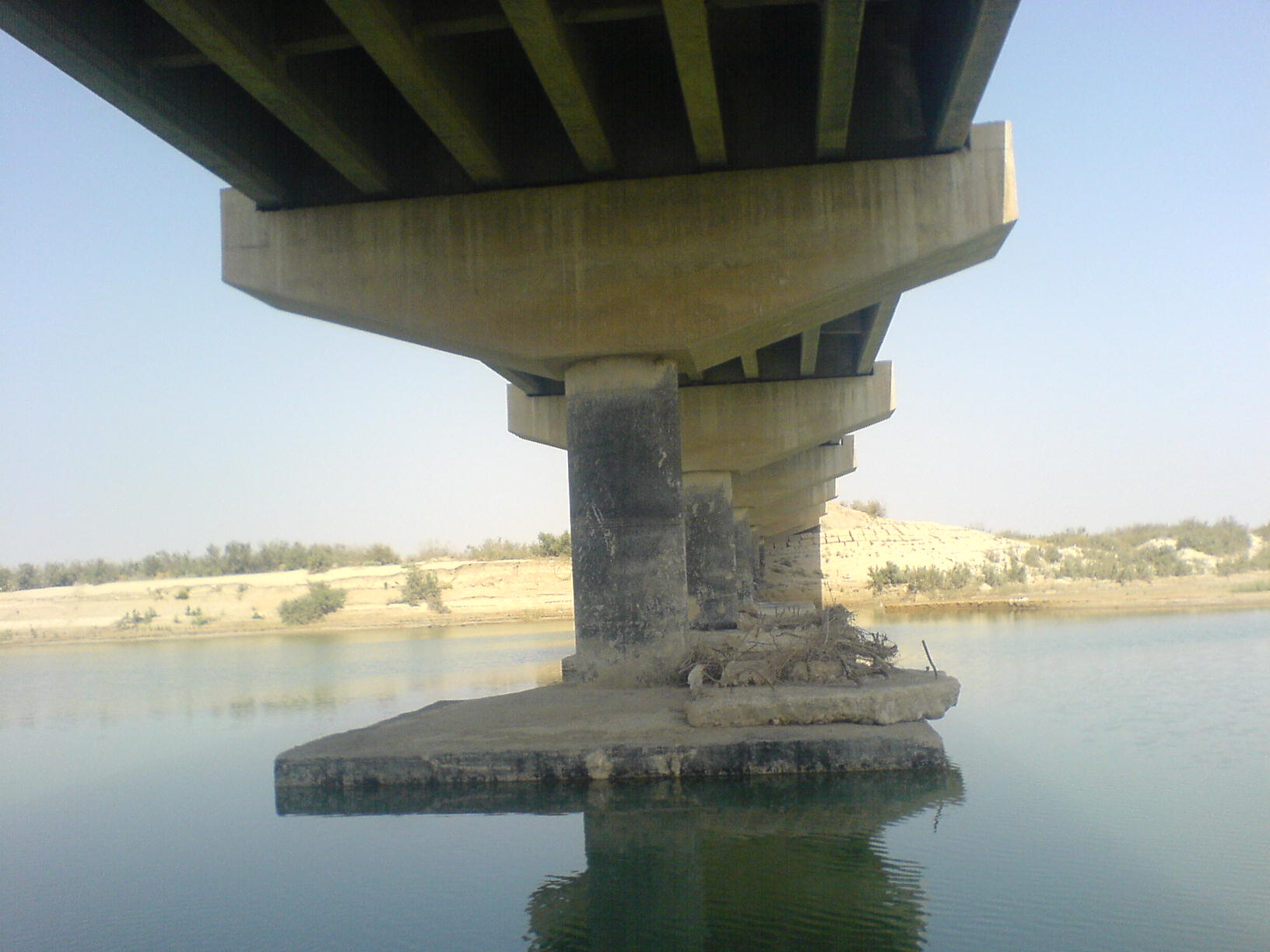
پل رودخانه مند
بنای قدیمی شیبرم
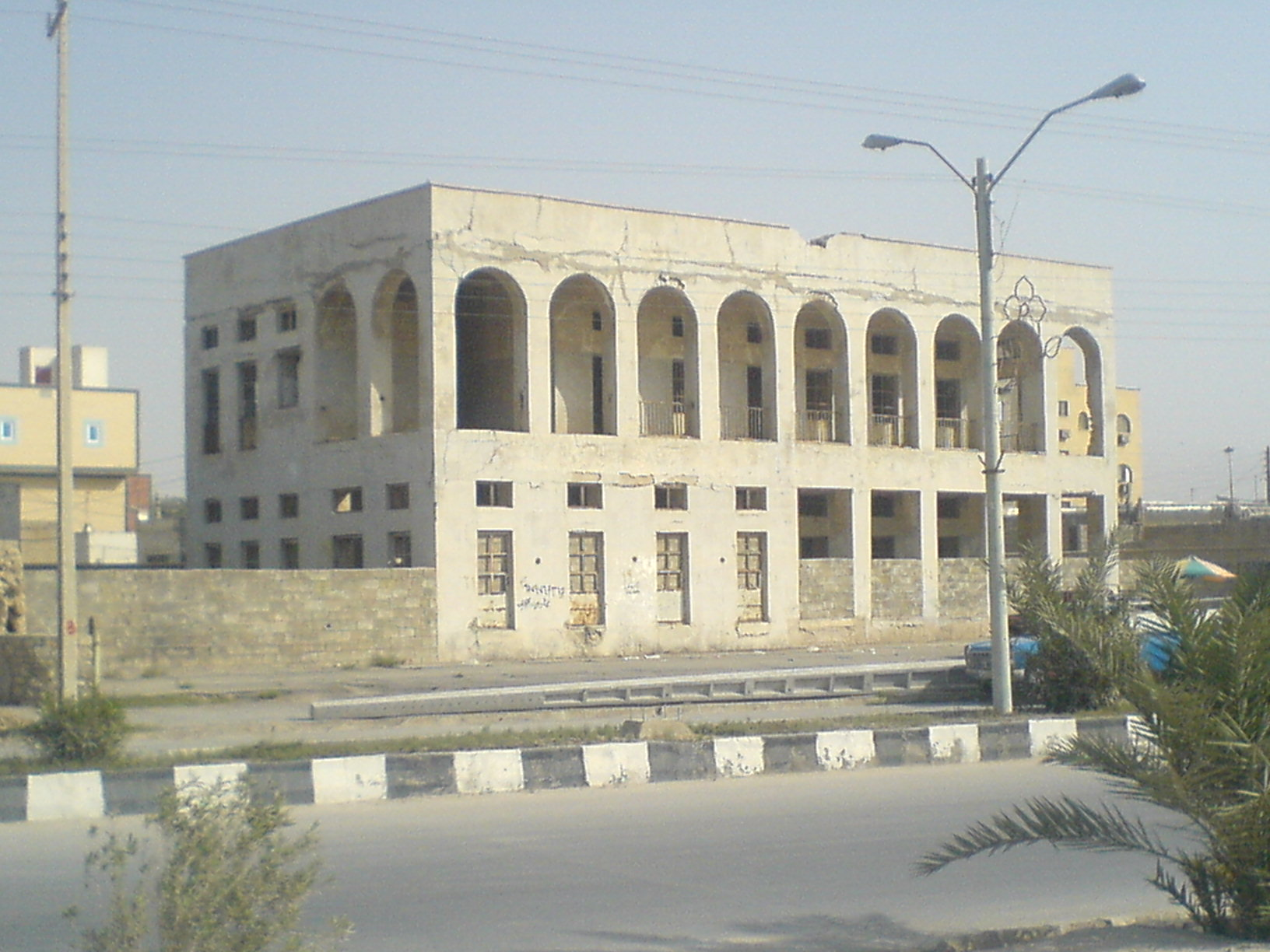
گمرک قدیم دیر
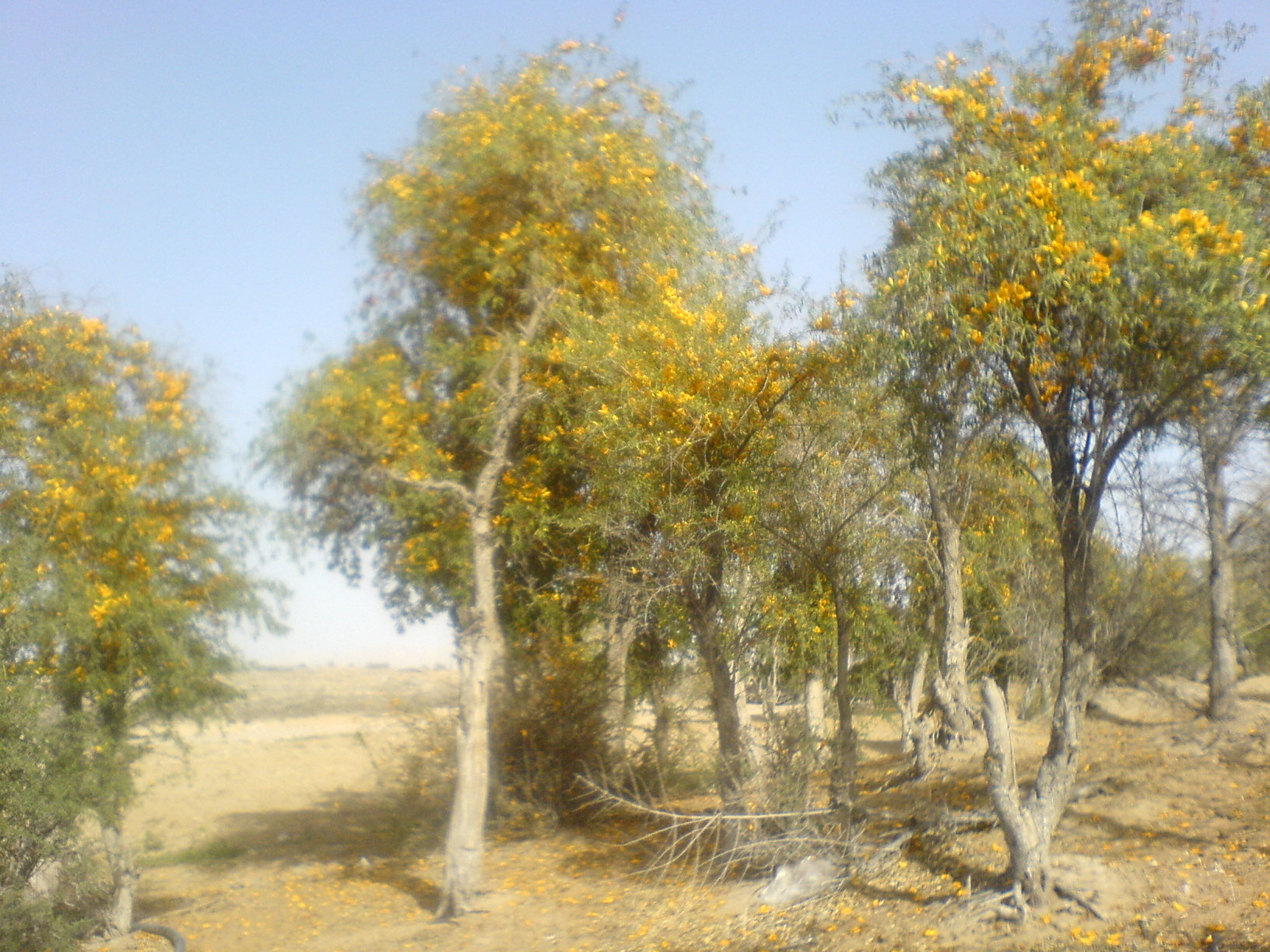
درختان انارشیطان-شهنیا

### جاذبه‌های توریستی
- قلعه بردستان
- مسجد بردستان
- تل سوز
- قلعه گنوی
- جزیره زیبای نخیلو
- جنگل‌های حرّا
- چشمه آبگرم گنوی
- شاهزاده محمد
- امیر دیوان
- سواحل دریا و پارک‌های ساحلی

### فهرست آثار تاریخی ملی شهرستان دیّر
| نام اثر تاریخی              | شماره ثبت ملی | تاریخ ثبت | مکان اثر   |
| --------------------------- | ------------- | --------- | ---------- |
| مسجد بردستان                | ۲۰۶۰          | ۱۳۷۷      | بخش مرکزی  |
| قلعه بردستان                | ۴۰۴۹          | ۱۳۸۰      | " "        |
| قلعه زندان                  | ۸۳۹۸          | ۱۳۸۲      | بخش بردخون |
| چاه سنگی جبرانی ۱           | ۸۴۰۲          | ۱۳۸۲      | بخش مرکزی  |
| چاه سنگی جبرانی ۲           | ۸۴۰۳          | ۱۳۸۲      | " "        |
| آثار سنگی شاهزاده ابوالقاسم | ۸۴۰۴          | ۱۳۸۲      | " "        |
| چاه رمیله                   | ۸۴۰۵          | ۱۳۸۲      | بخش آبدان  |
| قلعه گنوی                   | ۲۲۱۷۰         | ۱۳۸۶      | " "        |
| چاه‌های آب بردستان           | ۲۲۱۷۱         | ۱۳۸۶      | بخش مرکزی  |
| تل سوزو دیر                 | ۲۲۱۷۴         | ۱۳۸۶      | " "        |
| آسیاب‌آبی گنوی               | ۲۲۱۷۹         | ۱۳۸۶      | بخش آبدان  |
| محوطه بردو                  | ۲۲۱۸۱         | ۱۳۸۶      | بخش مرکزی  |
| آب‌انبار سرمستان             | ۲۲۱۸۳         | ۱۳۸۶      | " "        |
| آرامگاه بی بی دولت          | ۲۳۳۲۹         | ۱۳۸۷      | بخش آبدان  |
| محوطه بطانه                 |               | ۱۳۹۵      | بخش مرکزی  |